# Elektrische Suszeptibilität
Die elektrische Suszeptibilität {\displaystyle \chi _{e}} (lateinisch susceptibilitas ‚Übernahmefähigkeit‘) ist eine Materialeigenschaft, welche die Fähigkeit zur elektrischen Polarisierung in einem eingeprägten elektrischen Feld angibt. In vielen Fällen ist sie eine einfache Zahl (Proportionalitätskonstante der Dimension Zahl), in komplexeren Fällen ein mindestens zweidimensionaler Tensor.
Der Wert der elektrischen Suszeptibilität kann von einer Vielzahl von Parametern abhängen. Dazu zählen die Frequenz und Ausrichtung des betrachteten elektrischen Feldes oder eine Polarisation des Materials durch elektrische Ströme.

## Definition

### Im homogenen, isotropen Medium
Im einfachsten Fall ist das Medium homogen und isotrop, d. h. überall im Raum gleich und nicht richtungsabhängig. Die elektrische Suszeptibilität lässt sich dann über den Proportionalitätsfaktor zwischen der elektrischen Flussdichte {\displaystyle D} und dem elektrischen Feld {\displaystyle E} definieren:
{\displaystyle {\begin{alignedat}{2}{\vec {D}}&=\varepsilon _{r}\,\varepsilon _{0}{\vec {E}}\\&=(1+\chi _{e})\,\varepsilon _{0}{\vec {E}}\\\Leftrightarrow \chi _{e}&=\varepsilon _{r}-1\\&={\frac {\|{\vec {D}}\|}{\varepsilon _{0}\|{\vec {E}}\|}}-1\end{alignedat}}}
Dabei ist
- ε0 die elektrische Feldkonstante,
- εr die relative Permittivität.

Teil der elektrischen Flussdichte {\displaystyle D} ist die elektrische Polarisation {\displaystyle P}:
{\displaystyle {\vec {D}}=\varepsilon _{0}{\vec {E}}+{\vec {P}}}
Für die Polarisation gilt ebenfalls unter Mitwirkung der elektrischen Suszeptibilität im linearen Fall:
{\displaystyle {\vec {P}}=\chi _{e}\varepsilon _{0}{\vec {E}}}

### Allgemeiner Fall
Für nicht-isotrope, inhomogene Materialien ist der Zusammenhang zwischen Polarisation {\displaystyle {\vec {P}}} und elektrischem Feld {\displaystyle {\vec {E}}} nicht linear.
{\displaystyle P_{i}/\varepsilon _{0}=\sum _{j}\chi _{ij}^{(1)}E_{j}+\sum _{jk}\chi _{ijk}^{(2)}E_{j}E_{k}+\sum _{jk\ell }\chi _{ijk\ell }^{(3)}E_{j}E_{k}E_{\ell }+\cdots \!}
Die {\displaystyle \chi ^{(i)}} sind Tensoren {\textstyle (i+1)}-ter Stufe. Die Suszeptibilität setzt sich dann aus verschiedenen Anteilen zusammen. Es gibt den linearen Anteil {\displaystyle \chi ^{(1)}}, der im einfachsten Fall  {\displaystyle \chi _{e}} aus der obigen Definition entspricht und sonst Doppelbrechung verursacht, den {\displaystyle \chi ^{(2)}}-Anteil, verantwortlich, für den Pockels-Effekt und den {\displaystyle \chi ^{(3)}}-Anteil, verantwortlich für den Kerr-Effekt. Anteile höherer Ordnung können fast immer vernachlässigt werden.

## Herkunft aus addierten Beiträgen verschiedener Mechanismen
Die elektrischen Eigenschaften eines Materials sind durch das Verhalten der im Material gebundenen Ladungen bestimmt.
Die Besonderheit bei der Definition der Suszeptibilität liegt darin, dass man in ihr die Beiträge verschiedener Mechanismen addieren kann:
{\displaystyle \chi _{e}=\chi _{1}+\chi _{2}+\chi _{3}+\dots \,}
Des Weiteren sind alle diese Größen frequenz- bzw. wellenlängenabhängig, sie weisen also Dispersion auf. Auch deren unterschiedliche Anteile und Frequenzabhängigkeiten addieren sich auf der Ebene der Suszeptibilität.
Die Suszeptibilität beschreibt sowohl die Absorption als auch eine Phasenverschiebung für eingestrahlte elektromagnetische Wellen. Damit ist {\displaystyle \chi _{e}} im Allgemeinen eine komplexe Zahl, deren Imaginärteil {\displaystyle \chi _{e2}} die Absorption verursacht, während der Realteil {\displaystyle \chi _{e1}} für die Phasenverschiebung verantwortlich ist:
{\displaystyle {\begin{aligned}\chi _{e}&=\chi _{e1}+i\cdot \chi _{e2}\\&=\chi _{er}+i\cdot \chi _{ei}\end{aligned}}}

### Beitrag freier Elektronen
In einem Festkörper werden Elektronen im Leitungsband als Elektronengas bzw. -Plasma angesehen und können mit der Drude-Theorie in ihrem Verhalten berechnet werden:
Realteil:    {\displaystyle \chi _{e1}=-\omega _{p}^{2}\cdot {\frac {\tau ^{2}}{1+\omega ^{2}\cdot \tau ^{2}}}}
Imaginärteil:  {\displaystyle \chi _{e2}=\omega _{p}^{2}\cdot {\frac {\tau /\omega }{1+\omega ^{2}\cdot \tau ^{2}}}}
Mit der Plasmafrequenz nach Drude:
{\displaystyle \omega _{p}^{2}={\frac {Ne^{2}}{\varepsilon _{o}m^{*}}}}
Darin sind:
- {\displaystyle \tau } = Stoßzeit
- {\displaystyle \omega } = Lichtfrequenz
- {\displaystyle N} = Ladungsträgerdichte
- {\displaystyle e} = Elementarladung
- {\displaystyle m^{*}} = effektive Masse

### Beiträge von Interbandübergängen
In jedem Festkörper können Ladungsträger durch Einstrahlung elektromagnetischer Energie in ein anderes Band angehoben werden. Diese Interbandübergänge liefern vor allem absorbierende Beiträge. Für diese Mechanismen muss man zusätzlich noch wissen, wie hoch das Ausgangsband besetzt ist, wie viele Plätze im Zielband noch frei sind, ob der Übergang ein direkter oder indirekter ist usw. Für diese vielen verschiedenen Typen von Interbandübergängen gibt es in der Literatur (siehe z. B.) diverse Ansätze zur direkten Angabe ihrer Beiträge zur elektrischen Suszeptibilität.
Bei einem realen Festkörper sind immer mehrere dieser Interbandübergänge gleichzeitig möglich und tragen in verschiedener Gewichtung zum Gesamtbild bei. Durch Berechnung der resultierenden optischen Spektren (von Reflexion oder auch Absorption) mittels einer Ausgleichungsrechnung mit den eingehenden Parametern können letztere anhand experimenteller Messungen für ein bestimmtes Material ermittelt werden.

### Beiträge von Molekülschwingungen und -polarisierungen
Bei niedrigeren Frequenzen als für Interbandübergänge sind als Absorptionsmechanismen Molekülschwingungen und -rotationen (siehe bei IR-Spektroskopie, inklusive Beispielspektren) sowie Polarisationsvorgänge möglich.

### Beitrag eines harmonischen Oszillators
Wenn man die genaue Natur eines energieabsorbierenden Mechanismus nicht kennt, kann man für erste Abschätzungen den einfachsten Mechanismus annehmen, der so etwas liefert, den harmonischen Oszillator. Er weist eine Eigenfrequenz {\displaystyle \omega _{0}} auf und damit eine charakteristische Wellenlänge/Frequenz seiner Absorption. Zusätzlich führt man eine Dämpfung ein (unten durch die Stoßzeit {\displaystyle \tau } repräsentiert), die die Spektralstruktur umso mehr verbreitert, je stärker sie wird, sowie eine Oszillatorenstärke {\displaystyle A}:
{\displaystyle \chi _{e1}=A\cdot {\frac {\omega _{0}^{2}-\omega ^{2}}{(\omega _{0}^{2}-\omega ^{2})^{2}+(\omega /\tau )^{2}}}}
{\displaystyle \chi _{e2}=A\cdot {\frac {\omega /\tau }{(\omega _{0}^{2}-\omega ^{2})^{2}+(\omega /\tau )^{2}}}}